# Les Oubeaux
Les Oubeaux – miejscowość i dawna gmina we Francji, w regionie Normandia, w departamencie Calvados. W 2013 roku liczba ludności wynosiła 226 mieszkańców. 
1 stycznia 2017 roku połączono 5 wcześniejszych gmin: Castilly, Isigny-sur-Mer, Neuilly-la-Forêt, Les Oubeaux oraz Vouilly. Siedzibą gminy została miejscowość Isigny-sur-Mer, a nowa gmina przyjęła jej nazwę.